# Jónína Rós Guðmundsdóttir
Jónína Rós Guðmundsdóttir (* 6. Juli 1958 in Hafnarfjörður) ist eine isländische Politikerin der sozialdemokratischen Allianz.
Jónína Rós Guðmundsdóttir war als Lehrerin unter anderem am Gymnasium von Egilsstaðir tätig. Von 2009 bis 2013 war sie Abgeordnete des isländischen Parlaments Althing für den Nordöstlichen Wahlkreis. Von 2010 bis 2011 war sie Vize-Fraktionsvorsitzende der Allianz. Jónína Rós Guðmundsdóttir gehörte unter anderem dem Rechts- und Bildungsausschuss sowie dem Wohlfahrtsausschuss des Parlaments an. Sie war von 2009 bis 2011 Mitglied der isländischen Delegation im EFTA-Parlamentarierkomitee, von 2011 bis 2013 der Parlamentarierkonferenz der Arktisregion, und von 2012 bis 2013 gehörte sie der isländischen Delegation im Westnordischen Rat an.